# Epifagus virginiana
Epifagus es un género monotípico de plantas sin clorofila, perenne, parásita, de la familia de las Orobancáceas.Su única especie: Epifagus virginiana, es originaria de Estados Unidos.

## Taxonomía
Epifagus virginiana fue descrita por (L.) Barton y publicado en Compendium Florae Philadelphicae 2: 50. 1818.
Sinonimia
- Epifagus americana Nutt.
- Leptamnium virginianum Raf.
- Mylanche virginiana Wallr.
- Orobanche virginiana L.[2]